# Giulio Cesare Marenco di Moriondo
Giulio Cesare Marenco, conte di Moriondo (Nizza, 7 dicembre 1759 – Torino, 20 aprile 1841) è stato un nobile italiano, sindaco di Torino nel 1816.

## Biografia
Figlio del senatore Antonio e di Anna Rosalia Falletti, quest'ultima erede del feudo di Moriondo, sposò nel 1789 la nobildonna portoghese Isabel Alexandrina de Sousa Holstein (1772-1852). I due ebbero undici figli.
Si laureò in legge, fu poi decurione, chiavaro e sindaco di Torino.